# Ecnomus masong
Ecnomus masong is een schietmot uit de familie Ecnomidae. De soort komt voor in het Australaziatisch gebied.